# 阿智村

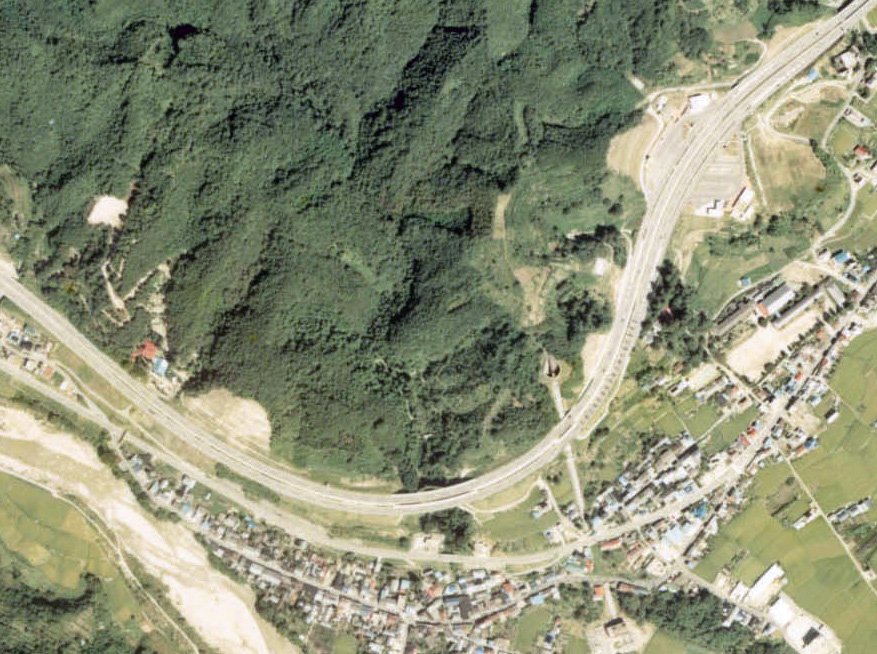
中央道阿智PAおよび阿智村中心部

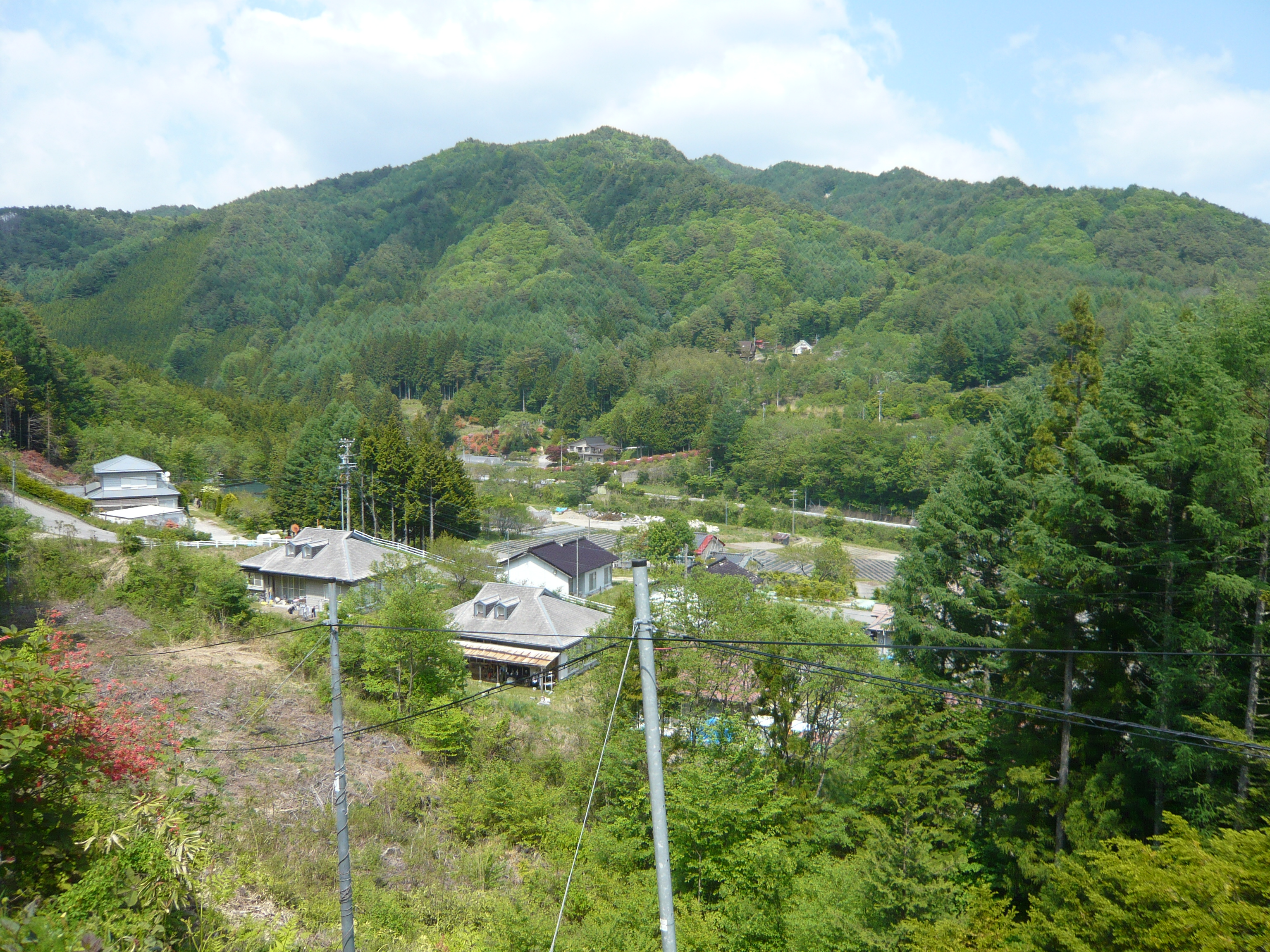
浪合地区遠景

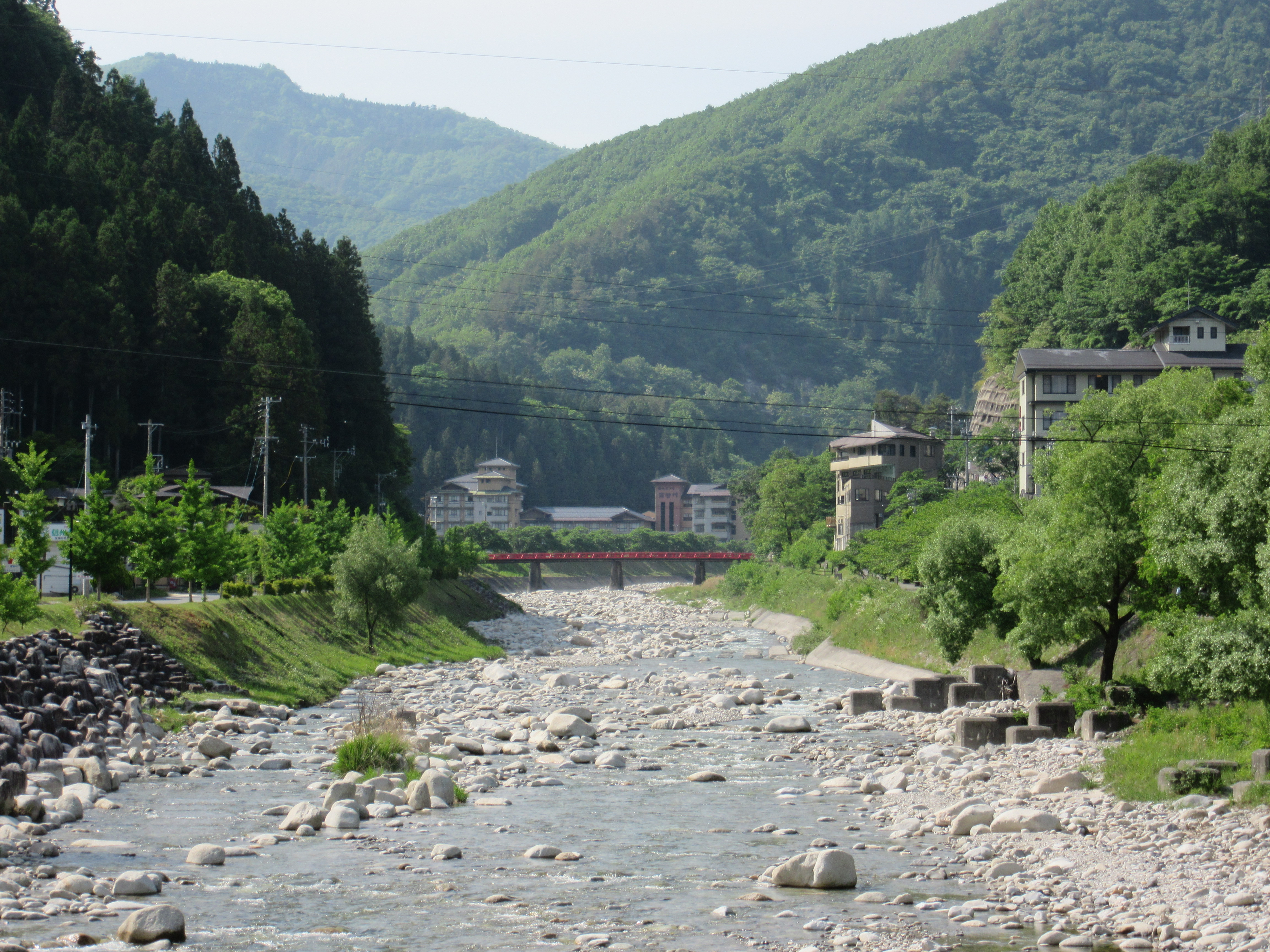
昼神温泉中央部を流れる阿知川

阿智村（あちむら）は、長野県下伊那郡の西部に位置する村。

## 概要

### 星空の村
2006年、浪合地区もみじ平天文村で撮影された星空写真が、星の見え具合を報告する環境省主催の「全国星空継続観察」の2006年度夏期「一般参加団体による写真撮影結果において夜空の明るさが星の観測に適していた場所」において、夜空の明るさの等級23.7を記録し（数値が高いほど夜空が暗いことを示し、星の観測に適しているとされる）、観測した参加団体416団体のうちの最高点となった（同年冬期は20.98で4位、2010年度夏期は23.3で7位）。参加は任意であり、全国の星空を網羅的に調査したものではないが、阿智村では「星がもっとも輝いて見える場所」 を謳い文句に「日本一の星空ナイトツアー」の実施 や地域通貨「スターコイン」の発行、天体などの知識を問う「阿智村スターマイスター認定試験」の創設など、観光事業に役立てている。2015年には「日本一の星空」を商標登録した。
2012年に始まった「日本一の星空ナイトツアー」は、初日の一般参加者は3名であったがその後は口コミで広がり初年度は6500人が訪れた。2015年には6万人が訪れ、地域活性化の一翼を担っている。

## 地理
1973年（昭和48年）に、旧国鉄中津川線のボーリング調査中、突如お湯が湧きだし発見された昼神温泉がある。また、岐阜県と長野県の県境に位置する神坂峠の長野県側の入口に当たる園原地区には、日本天台宗の祖・伝教大師こと最澄が、東山道の神坂峠の急峻さに驚き、広拯院というお助け小屋を作った。この縁で2005年に広拯院の跡地とされる「月見堂」が「信濃比叡根本中堂」として整備され、本山の根本中堂から「不滅の法灯」が分霊されることとなった。因みに、この広拯院の近くには、『源氏物語』の第2巻のタイトルにもなっている「帚木」の実物がある。
南北朝時代には、後醍醐天皇の孫と言われる尹良親王が浪合地区で戦死したとされる。
村の南部、平谷村との村境にある治部坂峠（じぶざかとうげ）の周辺は、古くから観光地化されており、東海地方からの観光客が多い。

### 地形

#### 山地
主な山
- 恵那山
- 神坂山
- 富士見台
- 南沢山
- 大川入山
- 蛇峠山
- 横岳
- 高鳥屋山
- 網掛山
- 兀岳

主な峠
- 寒原峠
- 治部坂峠
- 清内路峠
- 神坂峠

#### 河川
主な川
- 阿知川[10]
- 和知野川
- 大沢川

### 人口
| |                                        |  |
| 阿智村と全国の年齢別人口分布（2005年） | 阿智村の年齢・男女別人口分布（2005年） |  |
| ■紫色 ― 阿智村 ■緑色 ― 日本全国 | ■青色 ― 男性 ■赤色 ― 女性              |  |
| 阿智村（に相当する地域）の人口の推移 \| 1970年（昭和45年） \| 8,329人 \| \| \| 1975年（昭和50年） \| 7,830人 \| \| \| 1980年（昭和55年） \| 7,818人 \| \| \| 1985年（昭和60年） \| 7,731人 \| \| \| 1990年（平成2年） \| 7,807人 \| \| \| 1995年（平成7年） \| 7,798人 \| \| \| 2000年（平成12年） \| 7,757人 \| \| \| 2005年（平成17年） \| 7,548人 \| \| \| 2010年（平成22年） \| 7,036人 \| \| \| 2015年（平成27年） \| 6,538人 \| \| \| 2020年（令和2年） \| 6,068人 \| \| |                                        |  |
| 総務省統計局 国勢調査より |                                        |  |
| 1970年（昭和45年） | 8,329人                                |  |
| 1975年（昭和50年） | 7,830人                                |  |
| 1980年（昭和55年） | 7,818人                                |  |
| 1985年（昭和60年） | 7,731人                                |  |
| 1990年（平成2年） | 7,807人                                |  |
| 1995年（平成7年） | 7,798人                                |  |
| 2000年（平成12年） | 7,757人                                |  |
| 2005年（平成17年） | 7,548人                                |  |
| 2010年（平成22年） | 7,036人                                |  |
| 2015年（平成27年） | 6,538人                                |  |
| 2020年（令和2年） | 6,068人                                |  |

### 隣接する自治体
長野県
- 飯田市
- 木曽郡南木曽町
- 下伊那郡阿南町
- 下伊那郡平谷村
- 下伊那郡下條村

岐阜県
- 中津川市

## 気候
観測点がある浪合は標高が940mと高いこともあり最暖月の平均気温が22℃に満たないため、ケッペンの気候区分では西岸海洋性気候に属する。全般に冷涼な気候で、真夏日は見られるものの、猛暑日および熱帯夜の観測記録はない。最低気温極値は2016年1月25日に観測された-17.4℃である。浪合観測点ではその前日に-16.9℃と過去最低気温を記録したばかりで、連日の記録更新となった。
年間平均降水量は2644.2mmであり、豊富な降水に恵まれるが、これは長野県内の観測点ではトップの値である。日照時間は1908.8時間であり、長野県内の他観測地点と比較するとやや短い。
| 浪合（1991年 - 2020年）の気候      | 浪合（1991年 - 2020年）の気候 | 浪合（1991年 - 2020年）の気候 | 浪合（1991年 - 2020年）の気候 | 浪合（1991年 - 2020年）の気候 | 浪合（1991年 - 2020年）の気候 | 浪合（1991年 - 2020年）の気候 | 浪合（1991年 - 2020年）の気候 | 浪合（1991年 - 2020年）の気候 | 浪合（1991年 - 2020年）の気候 | 浪合（1991年 - 2020年）の気候 | 浪合（1991年 - 2020年）の気候 | 浪合（1991年 - 2020年）の気候 | 浪合（1991年 - 2020年）の気候 |
| 月                                 | 1月                           | 2月                           | 3月                           | 4月                           | 5月                           | 6月                           | 7月                           | 8月                           | 9月                           | 10月                          | 11月                          | 12月                          | 年                            |
| ---------------------------------- | ----------------------------- | ----------------------------- | ----------------------------- | ----------------------------- | ----------------------------- | ----------------------------- | ----------------------------- | ----------------------------- | ----------------------------- | ----------------------------- | ----------------------------- | ----------------------------- | ----------------------------- |
| 最高気温記録 °C （°F）             | 12.9 (55.2)                   | 17.1 (62.8)                   | 22.5 (72.5)                   | 26.5 (79.7)                   | 30.4 (86.7)                   | 32.1 (89.8)                   | 32.8 (91)                     | 33.5 (92.3)                   | 32.4 (90.3)                   | 27.2 (81)                     | 22.9 (73.2)                   | 18.9 (66)                     | 33.5 (92.3)                   |
| 平均最高気温 °C （°F）             | 3.1 (37.6)                    | 4.5 (40.1)                    | 8.9 (48)                      | 14.9 (58.8)                   | 19.9 (67.8)                   | 22.7 (72.9)                   | 26.3 (79.3)                   | 27.7 (81.9)                   | 23.6 (74.5)                   | 17.9 (64.2)                   | 12.4 (54.3)                   | 6.0 (42.8)                    | 15.6 (60.1)                   |
| 日平均気温 °C （°F）               | −2.3 (27.9)                   | −1.4 (29.5)                   | 2.6 (36.7)                    | 8.1 (46.6)                    | 13.0 (55.4)                   | 16.7 (62.1)                   | 20.5 (68.9)                   | 21.2 (70.2)                   | 17.5 (63.5)                   | 11.5 (52.7)                   | 5.8 (42.4)                    | 0.4 (32.7)                    | 9.5 (49.1)                    |
| 平均最低気温 °C （°F）             | −7.5 (18.5)                   | −7.0 (19.4)                   | −3.0 (26.6)                   | 1.8 (35.2)                    | 6.7 (44.1)                    | 11.8 (53.2)                   | 16.0 (60.8)                   | 16.7 (62.1)                   | 13.0 (55.4)                   | 6.7 (44.1)                    | 0.6 (33.1)                    | −4.3 (24.3)                   | 4.3 (39.7)                    |
| 最低気温記録 °C （°F）             | −17.4 (0.7)                   | −16.3 (2.7)                   | −14.5 (5.9)                   | −7.8 (18)                     | −2.2 (28)                     | 3.5 (38.3)                    | 8.6 (47.5)                    | 9.2 (48.6)                    | 2.1 (35.8)                    | −3.3 (26.1)                   | −7.5 (18.5)                   | −14.0 (6.8)                   | −17.4 (0.7)                   |
| 降水量 mm （inch）                 | 108.0 (4.252)                 | 135.2 (5.323)                 | 220.2 (8.669)                 | 223.3 (8.791)                 | 240.5 (9.469)                 | 311.4 (12.26)                 | 361.3 (14.224)                | 220.9 (8.697)                 | 322.9 (12.713)                | 240.5 (9.469)                 | 145.1 (5.713)                 | 114.9 (4.524)                 | 2,644.2 (104.102)             |
| 平均降水日数 （≥1.0 mm）           | 10.3                          | 8.8                           | 12.1                          | 11.4                          | 11.7                          | 14.3                          | 15.4                          | 11.9                          | 12.3                          | 11.2                          | 9.4                           | 10.6                          | 139.4                         |
| 平均月間日照時間                   | 150.7                         | 159.4                         | 179.2                         | 189.1                         | 201.1                         | 138.2                         | 150.1                         | 177.5                         | 135.4                         | 147.9                         | 146.1                         | 134.5                         | 1,908.8                       |
| 出典1：Japan Meteorological Agency |                               |                               |                               |                               |                               |                               |                               |                               |                               |                               |                               |                               |                               |
| 出典2：気象庁                      |                               |                               |                               |                               |                               |                               |                               |                               |                               |                               |                               |                               |                               |

## 歴史

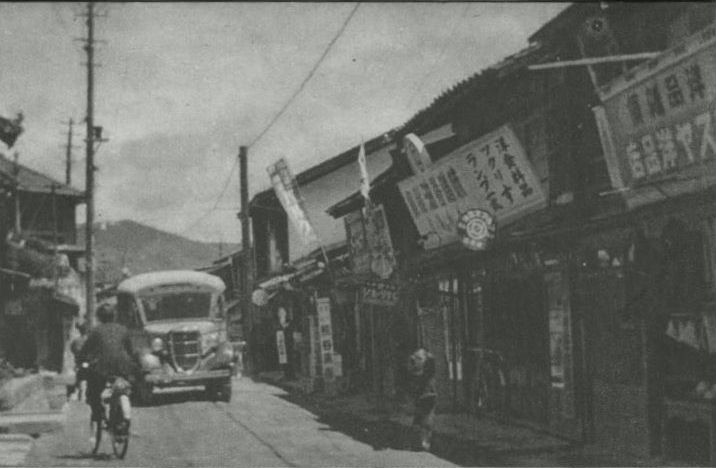
1930年代の駒場下町（当時は会地村）

- 古代には八意思兼命後裔の阿智祝部が当地を開発し、阿智神社を祭祀した。
- 村域には古代官道東山道の道筋で、美濃と信濃間にある、難所「神坂峠」、信濃側最初の阿知駅が所在していた[14]。
- 難所の神坂峠を越えた、東国の山里、園原は奈良時代より和歌等の歌枕になり、歌人に詠まれた。[14]
- 1573年（元亀4年） - 武田信玄が、三河攻めからの帰路、駒場で没したといわれる（異説として浪合説、根羽村説がある）。
- 1575年（天正3年） - 武田勝頼が、長篠の戦いで敗北して退いて来た所を、海津城代であった高坂弾正（春日虎綱）が駒場で出迎えた、とされる。
- 1582年4月6日（天正10年3月14日） - 天目山の戦いで戦死した武田勝頼・信勝父子の首級が、浪合で織田信長により首検分される。

### 沿革
- 1956年（昭和31年）9月30日 - 会地村・智里村・伍和村が合併して発足。
- 2006年（平成18年）1月1日 - 浪合村を編入。
- 2009年（平成21年）3月31日 - 清内路村を編入。

## 政治

### 行政
村長
- 村長：熊谷秀樹（2014年2月就任 2期目）

### 議会
村議会
- 村議会：定数12（2012年11月現在）

### 財政
2006年度
- 財政力指数 0.246 長野県市町村平均 0.40
- 経常収支比率 78.9%
- 標準財政規模 31億0795万円
- 歳入合計 56億9538万円
  - 主な内訳 地方交付税 25億0280万円（43.9%） 地方税 7億5427万円（13.2%） 地方債 6億1690万円（10.8%）
- 実質公債費比率 16.0%
- 人口一人当たりの地方債現在高 94万4112円（普通会計分のみ）
- 人口一人当たり人件費物件費等決算額 19万4523円 長野県市町村平均 12万1172円
- 人口1000人当たり職員数 12.61人 長野県市町村平均 8.17人
  - 内訳 一般職員82人（うち技能労務職 11人）
- 職員一人当たり平均給料月額 31万3900円 （すべての職員手当を含まない数字）
  - 職員一人当たり職員給（年額） 583万6341円 （民間のボーナスに当たる期末・勤勉手当などすべての職員手当を含まない）
- ラスパイレス指数 93.6 全国町村平均 93.9

地方債の残高
- 1 普通会計分の債務 61億3860万円
- 2 特別会計分の債務 47億5990万円
  - 主な内訳 下水道事業分 26億9180万円 水道事業分 13億9680万円 農業集落排水事業分 5億3050万円
- 3 関係する一部事務組合分 6億8200万円 （債務×負担割合の合計 主に下伊那郡西部衛生施設組合分）

地方債等の合計 115億8050万円
- 阿智村民一人当たりの地方債残高 178万1067円 （連結会計）

## 施設

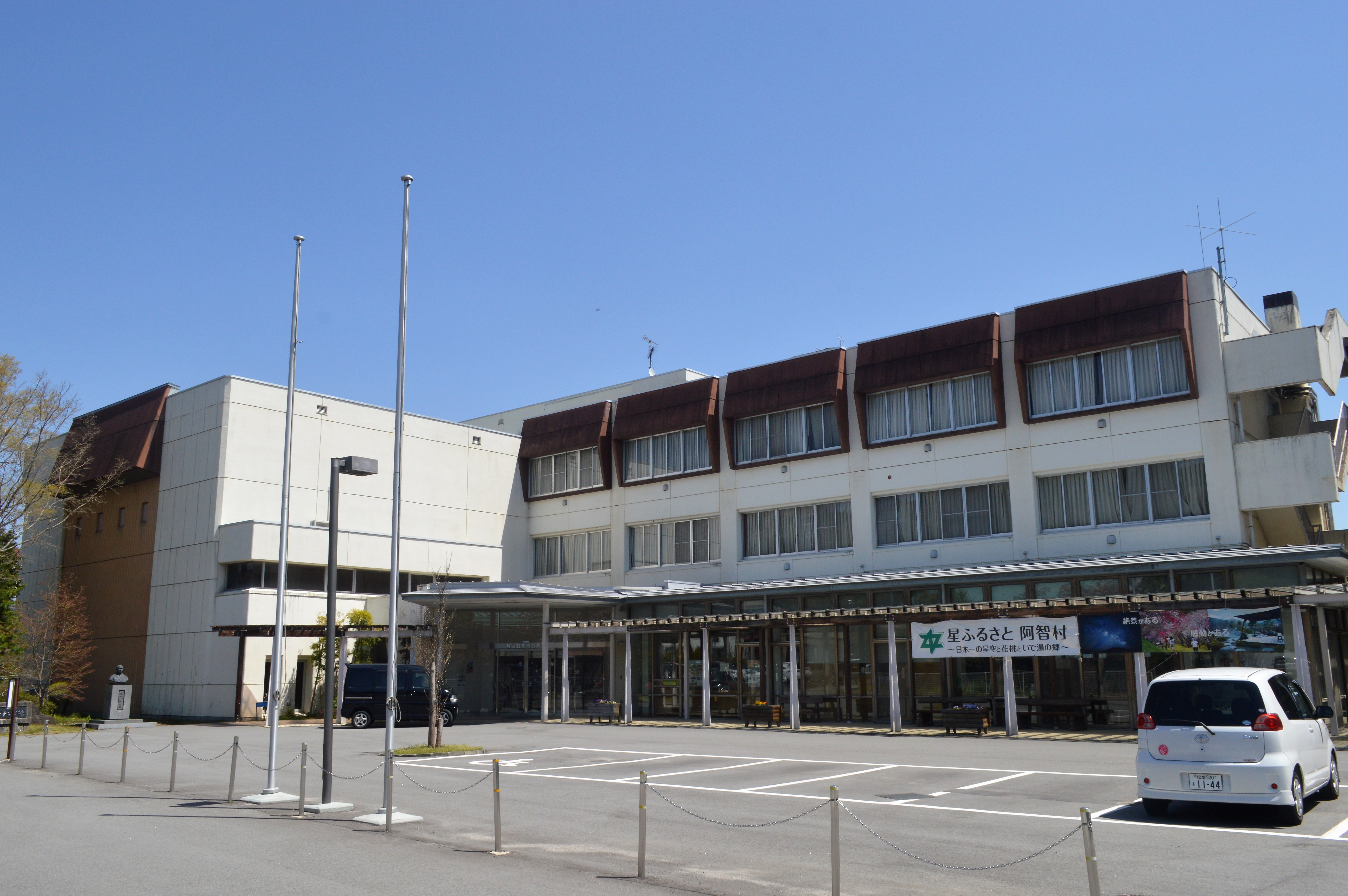
阿智村中央公民館

### 警察
本部
- 長野県警察 飯田警察署

交番
- 阿智村交番

駐在所
- 阿智村浪合駐在所

### 消防
本部
- 南信州広域連合

### 郵便局
- 主な郵便局
  - 阿智郵便局
  - 清内路郵便局
  - 園原郵便局
- 郵便番号は旧清内路村が395-0401、旧浪合村が395-0501である他は、395-030*が用いられる[15]。

### 電話番号
- 市外局番は村内全域で0265（飯田MA）が用いられる。

### 文化施設
- 阿智村中央公民館
  - 阿智村図書館
- 満蒙開拓平和記念館

## 姉妹都市・提携都市

### 国内
提携都市
- 豊山町（愛知県西春日井郡）

2012年（平成24年）10月 友好交流都市提携。

## 経済

### 工業
主な工場
- 東海化工 飯田工場
- 盟和産業 長野工場
- 阿智精機
- 南信州菓子工房
- 化成工業株式会社

### 商業
主な商業施設
- Aコープラック あち店
- ショッピングタウン ピア

### 農業
畜産
- 村沢牛[16][17][18]

## マスメディア

### テレビ局
ケーブルテレビ
- 阿智村情報化事業サービス

## 教育

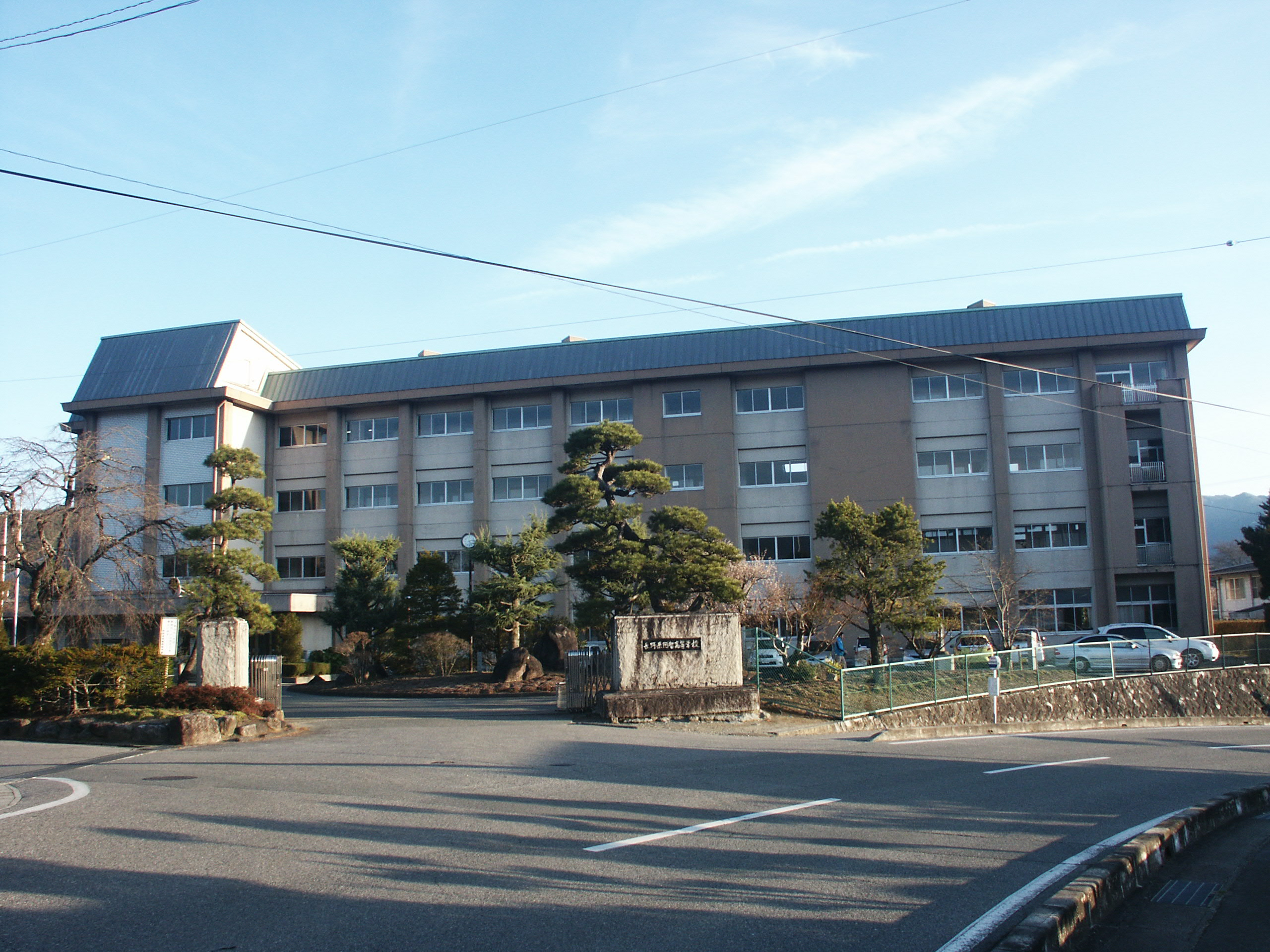
阿智高等学校

過疎化の問題から、2011年度から平谷村の中学生を阿智村立阿智中学校に受け入れている。学校組合（一部事務組合）は設置せず、平谷村が中学校事務を当村に委託する形をとる。

### 高等学校
公立
- 長野県阿智高等学校

### 中学校
村立
- 阿智村立阿智中学校
  - 阿智村立清内路中学校（2010年度から阿智中学校へ統合され廃校）
  - 阿智村立浪合中学校（2011年度から阿智中学校へ統合され廃校）

### 小学校
村立
- 阿智村立阿智第一小学校
- 阿智村立阿智第二小学校
- 阿智村立阿智第三小学校
- 阿智村立浪合小学校
- 阿智村立清内路小学校

私立
- 清内路子どもの森小学校（学校法人自然学園、2016年4月1日開校）

## 交通

### 鉄道
村内を通る鉄道路線は無い。鉄道を利用する場合の最寄り駅は、JR東海飯田線飯田駅。
かつては村内に国鉄中津川線が計画されており村内には阿智駅と昼神駅の設置も計画されていた。

### バス
路線バス
- 信南交通
  - 駒場線

（飯田高校） - 飯田駅前 - 切石 - 大瀬木 - 中村 - 山本 -（阿智高校）- こまんば - 曽山入口 - （昼神温泉）
  - 駒場線（市立病院経由）

飯田駅前 - 鼎駅前 - 長姫高校 - 市立病院 - 大瀬木 - 中村 - 山本 - こまんば - 曽山入口
- 西部コミュニティバス

阿智高校前 - こまんば - 浪合 - 治部坂高原 - 平谷 - 信玄塚 - 根羽
- 高速バス

- - 名古屋（名鉄バスセンター） - （一部栄（オアシス21）） - 昼神温泉 - 阿智 - 飯田
  - 名古屋（名鉄バスセンター） -（一部栄（オアシス21））- 駒場BS - 飯田/伊那/箕輪
  - 名古屋（名古屋駅太閤通口） - 中央道昼神温泉 - 甲府 - 竜王（同便は昼神-名古屋間の利用不可）
  - 名古屋（名古屋駅太閤通口） - 中央道昼神温泉 - バスタ新宿 - 東京駅（同便は昼神-名古屋間の利用不可）

高速バスの「阿智」停留所は路線バスの「こまんば」停留所と同一地点。また高速バスの「中央道昼神温泉」と「駒場BS」も同一地点である。「こまんば」と「駒場BS」は徒歩10分ほどの距離である。
一方、中央道昼神温泉から昼神温泉は4km程度離れている。

### 道路
高速道路
中央自動車道
- （中津川市）- 恵那山トンネル - (26-2)園原IC - 阿智PA･駒場BS -（飯田市）

国道
- 国道153号（三州街道）
- 国道256号

都道府県道
- 長野県道64号天竜公園阿智線
- 長野県道89号園原インター線
- 長野県道109号園原清内路線
- 長野県道243号深沢阿南線
- 長野県道234号田中乱橋線
- 長野県道477号富士見台公園線

### ナンバープレート
南信州ナンバー
2025年5月7日以降、飯田市、下伊那郡各町村とともに、ご当地ナンバーである南信州ナンバーが割り当てられている。

## 観光

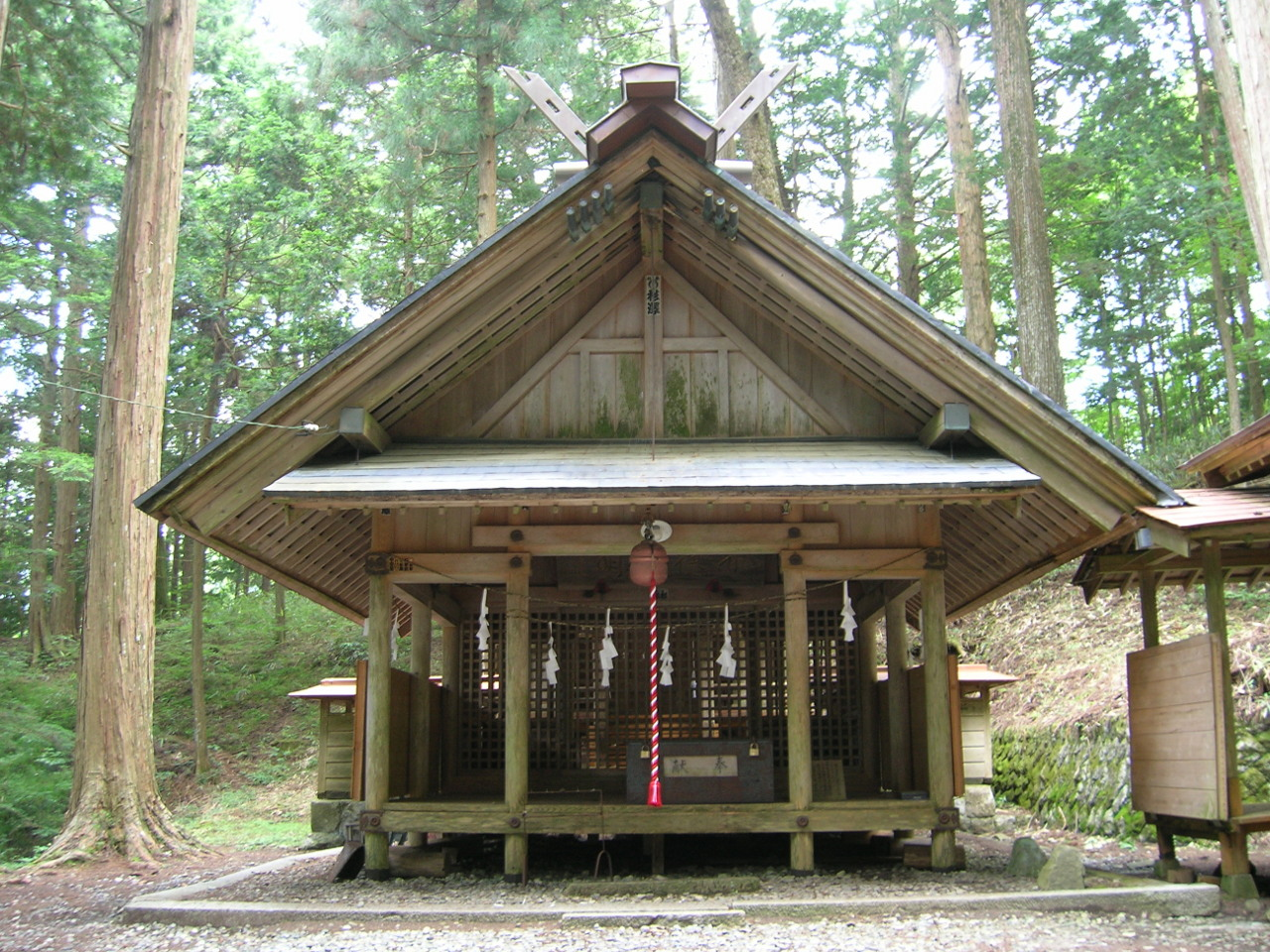
浪合神社

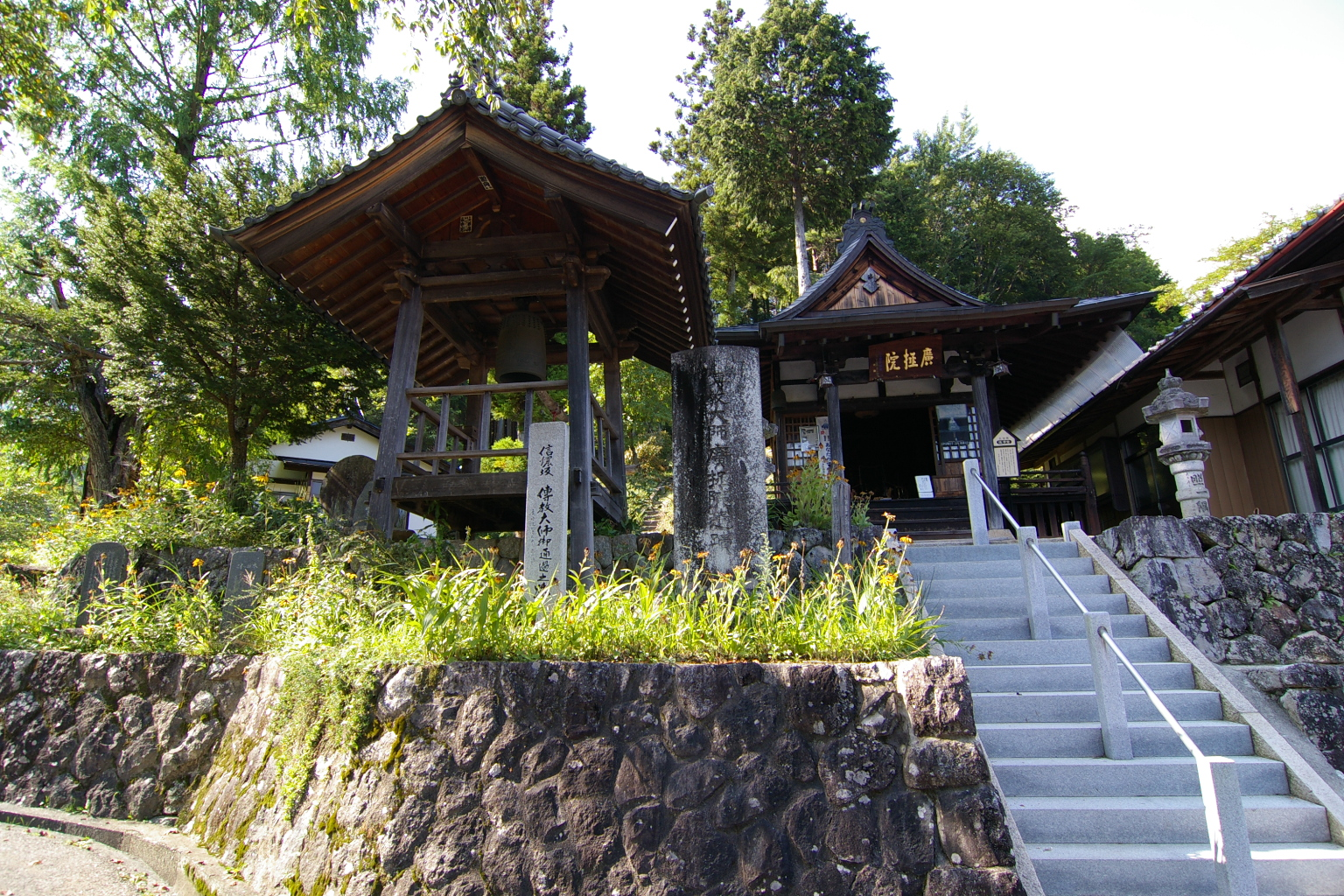
広拯院月見堂（信濃比叡）

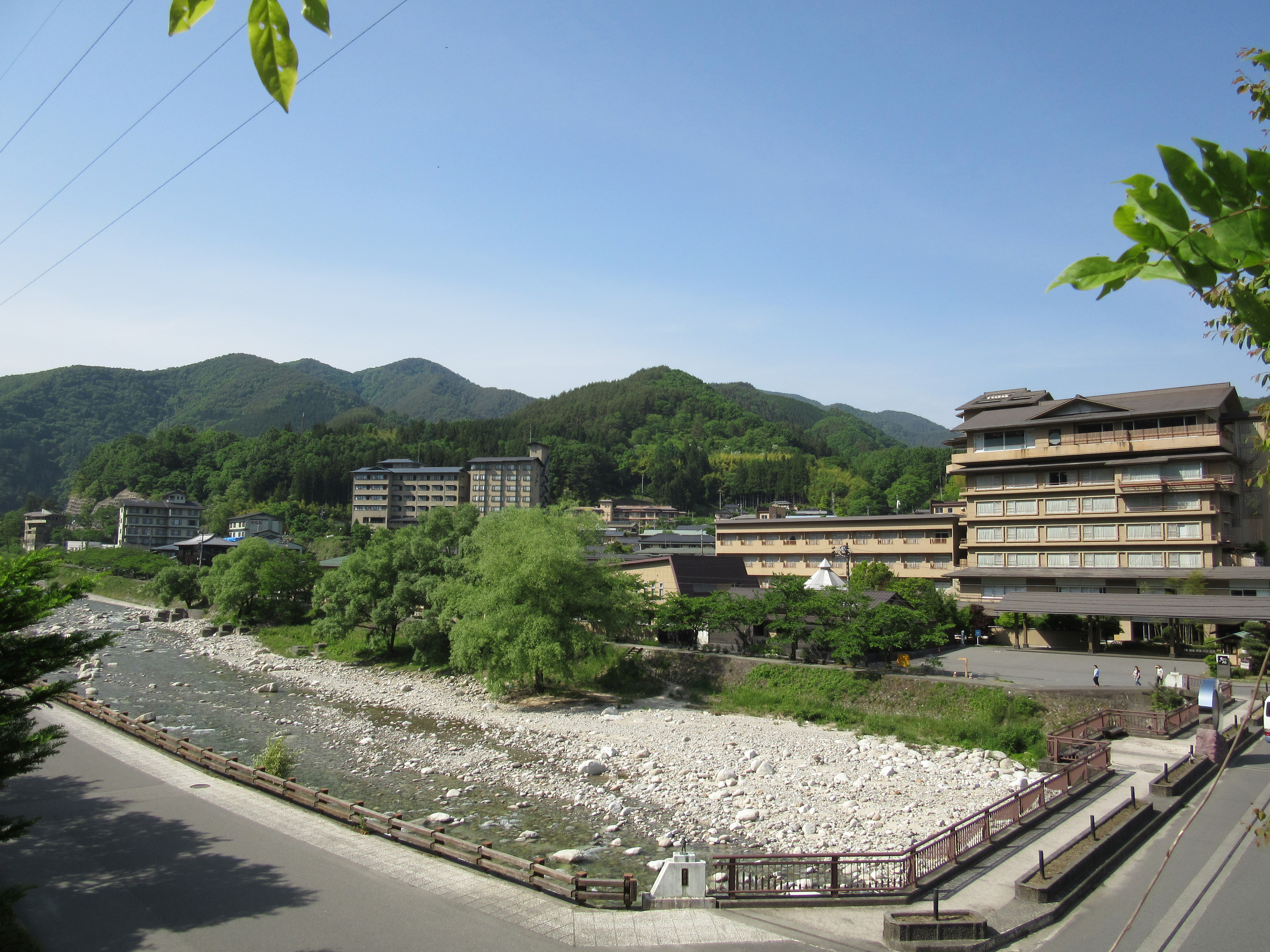
昼神温泉街

### 名所･旧跡
主な城郭
- 駒場城 - （信玄のろし台）

主な寺院
- 浄久寺
- 清南寺
- 宗圓寺
- 長岳寺 - 武田信玄終焉の地である駒場に位置する寺院。
- 堯翁院
- 信濃比叡広拯院（信濃比叡根本中堂）
- 信濃比叡広拯院 - 帚木が残る。

主な神社
- 阿智神社
- 安布知神社
- 伊賀良神社
- 大平神社（頭権現）- 甲斐武田氏の武田信豊が頭権現の御神体とされている。
- 神坂神社
- 諏訪神社 (阿智村) - 清内路諏訪神社
- 白髯神社
- 浪合神社
- 伏谷神社
- 水無神社

宿場町
- 三州街道
  - 浪合宿 - 浪合関所跡
  - 駒場宿

主な史跡
- 尹良親王墓
- 神坂峠遺跡

### 観光スポット
- 昼神温泉
- 月川温泉
- 月川温泉郷パークランド
- 園原の里
- 治部坂峠
- 満蒙開拓平和記念館
- 清内路 花桃の里
- 赤子岩

主なスノーリゾート
- ヘブンスそのはらSNOW WORLD - 2012年より「日本一の星空ナイトツアー」を開催している。
- あららぎ高原スキー場
- 治部坂高原スキー場 - 「100万本のコスモスガーデン」を開催している。
- 富士見台高原

## 文化

### 特産物
- キクイモ
- にんにく
- ヤーコンなど。

## 出身著名人
- 熊谷元一（農村写真家、童画家）
- 阿智太郎（ライトノベル作家）
- 清水学（経済学者）
- 鈴木照雄（プロ野球選手）
- 園原健弘（陸上選手、バルセロナ五輪50km競歩代表[19]、30000m競歩日本記録保持者[20]）
- 田中秀雄（陸上選手、ベルリン五輪出場[21]）
- 濱島哲也（バレーボール選手）
- 山本慈昭（福祉活動家、長岳寺元住職、「中国残留孤児の父」として知られ、映画『望郷の鐘-満豪開拓団の落日』の主人公）

### ゆかりの人物
- 念阿弥慈恩 - 浪合に長福寺を建立。